# Tutti gli zeri del mondo (singolo)
Tutti gli Zeri del Mondo è un singolo di Renato Zero feat. Mina pubblicato nel 2000 da Fonòpoli in formato CD, primo estratto dall'album Tutti gli Zeri del Mondo. È entrato direttamente al 9º posto dei più ascoltati in radio.

## Tracce
1. Tutti gli zeri del mondo (Renato Zero-Maurizio Fabrizio) (con Mina)
2. L'imbarco

## Classifiche
| Posizione | 1 | 1 | 4 | 6 | 15 | 18 | 19 | 27 |